# Gabaza nigrotibialis
Gabaza nigrotibialis är en tvåvingeart som först beskrevs av Pleske 1930.  Gabaza nigrotibialis ingår i släktet Gabaza och familjen vapenflugor. Inga underarter finns listade i Catalogue of Life.